# Playa de Vagabundos
La playa de Vagabundos o de San Felipe es una playa del municipio de Santa María de Guía de Gran Canaria, en el noroeste de la isla de Gran Canaria. Es una playa de arena volcánica y callaos, justamente en la desembocadura del barranco de Silva. Dicha playa es característica por ser popular para el surf y el bodyboarding. Se accede a la misma a través de un desvío a San Felipe de la GC-2 en dirección noroeste.

## Surf
Lo característico de esta playa es que el rompiente de las olas se encuentra aproximadamente a unos 50 metros de la orilla, debido a que el fondo marino (arenoso) sube casi hasta la superficie en bajamar a la distancia señalada. Las olas son rápidas y rompen a la izquierda, con secuencias para surfear el tubo y posibilidad de maniobrarlas. La altitud de las mismas suele variar entre 1 y 2 metros.